# サマータイムマシン・ブルース
『サマータイムマシン・ブルース』は、上田誠の戯曲。

## 概要
劇団ヨーロッパ企画の第8回公演として2001年8月に初演され、2009年10月23日に早川書房より刊行の戯曲集『曲がれ!スプーン』に収録、2018年8月7日に同社より刊行された。タイムトラベルを題材に、大学の「SF研究会」の学生たちが壊れる前のクーラーのリモコンを取りにタイムマシンで「昨日」へと戻り次々巻き起こす騒動を軽妙に描いた青春SFコメディである。
本作は1992年に放送されたオムニバス形式のドラマ『大人は判ってくれない』における、主演を稲垣吾郎が演じ、脚本を坂元裕二が執筆した『1992年のバタフライ』から着想を得て、モチーフとする形で戯曲が執筆されている。
本広克行監督により、メインキャストを瑛太と上野樹里が務める形で2005年に映画化された。
2018年7月には15年後を描いた続編『サマータイムマシン・ワンスモア』がヨーロッパ企画の第38回公演として初演された。

## あらすじ
とある大学、「SF研究会」のだらしない部員たちに起こるドミノ倒しコメディ。前日にクーラーのリモコンが壊れてしまい猛暑の中ぐったりしてる部員たちの前に突然タイムマシンが出現する。昨日に戻り、クーラーのリモコンを取ってこようと思ったメンバー。しかし、タイムトラベルしたことが面白くなった面々は、過去の世界でふざけたことばかりする。そんな中、過去を変えると今が消えてしまう可能性があることを知った。慌てた部員たちは自分たちの「今」を消さないために、大急ぎで以前に自分たちが過去でやらかした一連の行動が致命的なことにならないようにリカバリーしようと奮闘する。「昨日」と「今日」だけのタイムトラベル物語。

## 登場人物
- 甲本　SF研究会男子部員[2]。
- 石松　SF研究会男子部員[2]。
- 木暮　SF研究会男子部員[2]。
- 曽我　SF研究会男子部員[2]。舞台版でコーラを倒した人物[3]。
- 小泉　SF研究会男子部員[2]。
- 新美　SF研究会男子部員[2]。
- 柴田　カメラクラブ女子部員[2]。
- 伊藤　カメラクラブ女子部員[2]。
- 照屋　カメラクラブ男子部員[2]。
- 田村　未来のSF研究会男子部員[2]。

## 上演一覧
2001年8月に第8回公演で初演。2003年8月の第13回公演では『サマータイムマシン・ブルース2003』として再演。2005年には映画公開を記念し、『サマータイムマシン・ブルース2005』としてさらに再演。
2018年8月から11月のヨーロッパ企画20周年ツアーでは第37回公演として『サマータイムマシン・ブルース』を13年ぶりに再演、また第38回公演として『サマータイムマシン・ブルース』の15年後を描いた続編『サマータイムマシン・ワンスモア』を初演した。
ヨーロッパ企画第8回公演 青春空想科学グラフティ『サマータイムマシン・ブルース』
- 2001年8月23日 - 27日、京都・アートコンプレックス1928
- 作・演出：上田誠
- 出演：石田剛太、酒井善史、清水智子、諏訪雅、瀬戸中基良、玉田晋平、中川晴樹、永野宗典、本多力、松田暢子

ヨーロッパ企画第13回公演 『サマータイムマシン・ブルース2003』
- 2003年8月12日 - 13日、大阪・近鉄小劇場
- 2003年8月29日 - 9月1日、東京・下北沢駅前劇場
- 作・演出：上田誠
- 出演：石田剛太、酒井善史、清水智子、諏訪雅、瀬戸中基良、玉田晋平、中川晴樹、永野宗典、本多力、松田暢子

ヨーロッパ企画夏の陣（サマーフォーメーション） 第18回公演 『サマータイムマシン・ブルース2005』
- 2005年8月6日 - 8月11日、京都・アートコンプレックス1928
- 2005年8月17日 - 29日、東京・下北沢駅前劇場
- 9月2日 - 9月5日、大阪・インディペンデントシアター2nd
- 9月10日 - 11日、北海道・ターミナルプラザことにPATOS
- 9月28日 - 29日、福岡・イムズホール
- 作・演出：上田誠
- 出演：石田剛太、酒井善史、清水智子、角田貴志、諏訪雅、土佐和成、中川晴樹、永野宗典、西村直子、本多力

ヨーロッパ企画20周年ツアー 第37回公演『サマータイムマシン・ブルース』
- 2018年8月9日 - 12日、京都・京都府立文化芸術会館
- 2018年8月17日 - 9月9日、東京・本多劇場
- 2018年9月12日 - 28日、大阪・ABCホール
- 2018年10月27日 - 28日、福岡・西鉄ホール
- 2018年11月3日、北海道・道新ホール
- 2018年11月10日、神奈川・関内ホール
- 作・演出：上田誠
- 音楽：小宮山雄飛
- 出演：石田剛太、酒井善史、角田貴志、諏訪雅、土佐和成、中川晴樹、永野宗典、西村直子、本多力、早織

ヨーロッパ企画20周年ツアー 第38回公演『サマータイムマシン・ワンスモア』
- 2018年7月28日、栗東・栗東芸術文化会館さきら 中ホール（プレビュー公演）
- 2018年8月9日 - 12日、京都・京都府立文化芸術会館
- 2018年8月17日 - 9月9日、東京・本多劇場
- 2018年9月12日 - 28日、大阪・ABCホール
- 2018年9月30日、愛媛・西条市丹原文化会館 大ホール
- 2018年10月2日、高知・高知県立県民文化ホール グリーンホール
- 2018年10月4日、名古屋・愛知県産業労働センター ウインクあいち 2階大ホール
- 2018年10月25日、広島・JMSアステールプラザ 中ホール
- 2018年10月27日 - 28日、福岡・西鉄ホール
- 2018年11月3日、北海道・道新ホール
- 2018年11月10日、神奈川・関内ホール
- 作・演出：上田誠
- 音楽：moools
- 出演：石田剛太、酒井善史、角田貴志、諏訪雅、土佐和成、中川晴樹、永野宗典、西村直子、本多力、藤谷理子、城築創、岡嶋秀昭、早織

## 受賞歴
- 関西Best Act 2018年下半期 作品部門（『サマータイムマシン・ワンスモア』）[7]

## 書誌情報
- 上田誠 『曲がれ!スプーン』 早川書房〈ハヤカワSFシリーズ Jコレクション〉、2009年10月23日、ISBN 978-4-15-209077-5。 - 表題作に『サマータイムマシン・ブルース』、短篇小説『犬も歩けば』を併録
- 上田誠『サマータイムマシン・ブルース』 早川書房、2018年8月7日、ISBN 978-4-15-209793-4。 - 作者語り下ろしインタビューおよび20年間全38回（『ワンスモア』含む）の上演履歴を併録

## 関連商品
DVD
- EUROPE DVD #1 サマータイムマシン・ブルース2003（ヨーロッパSHOP、EURO001）
- サマータイムマシン・ブルース2005（2006年2月24日、ポニーキャニオン、PCBE-51943）
- サマータイムマシン・ブルース/サマータイムマシン・ワンスモア（2019年7月3日、ヨーロッパSHOP、EURO033）

Blu-ray
- サマータイムマシン・ブルース/サマータイムマシン・ワンスモア（2019年7月3日、ヨーロッパSHOP、EURO034）
- サマータイムマシン・ブルース/サマータイムマシン・ワンスモア＋20周年グッズセット（2019年7月3日、ヨーロッパSHOP、EURO034）

## 映画
『サマータイムマシン・ブルース』は、2005年9月3日に公開された日本映画。
本広克行監督による、前述の戯曲の映画化作品。永山瑛太（当時：瑛太）の映画初主演作である。

### ストーリー（映画）
「カッパ伝説」とお遍路が観光資源である、四国のある地方都市の大学。SFに興味がなく、草野球やテレビゲームに明け暮れている男子学生5人のSF研究会（以下、SF研）と、写真の腕前がよくない女子学生2人のカメラクラブは、部室を共有していた。夏休み中にもかかわらず、SF研は遊ぶため、カメラクラブは展示会の準備のため、毎日部室に通っていた。
2005年8月19日。草野球後銭湯で汗を流したあと、他のSF研部員とは遅れて部室に戻った甲本は、他の部員たちから突然「約束の罰ゲーム、裸踊りを見せてもらおう」と告げられ、困惑する。盛り上がっている部員たちの体がぶつかり、はずみでSF研部員の新見が持っていたミニペットボトルのコカ・コーラが、エアコンのリモコンに激しくかかり、リモコンは故障してしまう。エアコンは旧型で、リモコンがなければ操作することができなかった。夏休み中のため、学生自治会は誰もおらず、代替品の調達もできなかった。そこで部員たちは、研究のため学内にいたSF研顧問で大学助手の通称「ホセ」に修理を頼む。
2005年8月20日。カメラクラブの2人が、暗室で昨日撮った写真を現像していると、ある1枚の写真に、野球をしているSF研の下級生・曽我の姿と別に、校舎の陰にもうひとりの曽我が写っているのを発見して驚く。
一方、猛暑で悩むSF研部員たちは、ガラクタだらけの部室の隅に、見慣れない謎の乗り物状の機械があることに気づく。操作盤の形状からタイムマシンを模したオブジェだろうと判断したSF研部員たちは、暇つぶしに曽我を乗せ、たわむれにスイッチを入れた。すると乗り物は、曽我とともに姿を消し、すぐに再び姿を現した。曽我はパニック状態で混乱しつつも、「自分は『昨日』に行ってきた。部室に誰もおらず、自分を含めたSF研部員たちが草野球に興じ、それをカメラクラブの2人が撮影しているのを見た」と証言した。タイムマシンが本物であることを確信したSF研部員は歓喜し、そして完全に浮かれいつの時代へ行くか意見交換が始まった。しかし、曽我が一度使っただけで万が一戻ってこれなくなることを想定して、一番近い過去である「昨日」へ行くことに。すると石松は「『昨日』に行くなら、壊れる前のリモコンを取ってくるのはどうか？」というアイディアを出し部室内は盛り上がる。石松は新見・小泉を引き連れ、「昨日」に行く。
「昨日」に着いた新見・小泉・石松は、タイムトラベルに興奮するあまり当初の目的を忘れ、面白半分で「昨日」を探索しようと、大学周辺を歩き回り、「楽しいから来いよ」との書き置きを貼り付けた空のタイムマシンを「今日」に送る。
一方「今日」では、田村と名乗る若い男が部室に現れ、「自分は2030年のSF研の部員で、2030年8月20日からタイムマシンでやってきた」と告げる。甲本たちはタイムマシンが使用中であることを詫び、現代の大学周辺を案内する。田村は2030年の人間にしては旧式のカメラを愛用しており、それで町の風景を撮影していた。特に町の名画座の存在に喜び、「2030年にはもうありません。お母さんがよく通ってたらしいです」と話す。田村は過去の母親に会ってみることを思い立つが、甲本たちは「会うと産む気がなくなって未来が変わり、田村くんが消えるかもしれない」と押しとどめ、さらにカメラクラブの部員・柴田が「もし3人がリモコンを持って帰ってきても、今リモコンがない、という結果は変わらないのではないか」という疑問を提示する。SFの話をしていると勘違いした名画座の支配人も話に加わり、タイムパラドックス談義が盛り上がると、偶然そこへ銭湯帰りのホセが通りかかった。ホセは、パラレルワールドは不可能だとする自分の理論的立場から、「もしタイムトラベルが実現すれば、過去への干渉によって世界線に変化が生じた瞬間、この宇宙の全てが消えてなくなるだろう」と告げる。
宇宙消滅の危機に甲本たちが急いで部室に戻ると、空のタイムマシンが戻ってきていた。3人に歴史改変をさせないうちに連れ帰るために、甲本と曽我は「昨日」へ向かう。この時、たまたまホセが消えるタイムマシンを目撃し、衝撃を受ける。
「昨日」で曽我は、大学構内にいた小泉と石松を見つけ、すぐ「今日」に帰るよう説得する。説得を受けた小泉と石松は、空のタイムマシンを「昨日」に送ることを約束し、「今日」に戻った。その間、曽我は「昨日」のこのあと、コーラがかかるのに備えるため、リモコンにラップを巻きつけた。小泉と石松は事の顛末を知り、さらに田村を引き連れて「昨日」に戻ってきた。そこへ顔見知りの用務員が通りかかったので、「宇宙の消滅」を恐れた小泉・石松・田村はタイムマシンを隠すため、曽我をタイムマシンに乗せ、99年前（1906年8月19日）へ飛ばした。当時の大学の敷地は沼であり、曽我は溺れる。その様子を目撃した「99年前」の村人たちは、沼の中から突如、光とともに現れてすぐ消えた曽我をカッパと勘違いした。「昨日」のそのころ、用務員は、99年前に沼に現れたというカッパ伝説の由来を「今日」の小泉・石松、そして田村に聞かせていた。一方、甲本は銭湯にいた新見を見つけ、曽我の携帯電話に電話をかけるが、つながらなかったため、「全部うまくいった。今すぐにそっちに行くから」と留守番メッセージを残し、大学に戻る。
命からがら「昨日」に戻ってきた曽我は、ラップを巻きつけたきり持ったままだったリモコンを、「99年前」の沼に落としたことを甲本たちに明かした。6人はこのあとの「昨日」の部員たちによるリモコンの故障が再現できないことに危機を感じる。そこで甲本はすでに壊れた「今日」のリモコンを使うことを思いつき、単身「今日」に戻って、ホセにリモコンを返すよう迫るが、不器用なホセはリモコンを修復不可能なほどに破壊してしまったことを明かした。甲本は失意で「昨日」に戻る。そのとき田村が「2030年の部室で同じ型のエアコンを使っているのを思い出しました。未来を変えるなら、未来に影響はないでしょう」と告げ、タイムマシンで2030年12月19日に向かい、「2030年12月19日の田村」からリモコンを受け取って、「昨日」の部室に置いた。
用事は済んだ、もうこの世界に用はない。「今日」のSF研5人と田村は、「昨日」の部員たちと鉢合わせにならないように、急いでタイムマシンに乗り込むが、甲本だけ弾き飛ばされ、取り残される。そこへ銭湯帰りの「昨日」の曽我・新見・小泉・石松が帰ってきた。4人は「今日の甲本」に「隠してること、あるだろ?」と冷やかす。「今日の甲本」が事情を飲み込めないでいると、「昨日の曽我」が「この間違い電話の留守電が証拠ですよ」と、留守番メッセージを再生しはじめた。「今日の甲本」が「今日の曽我」にかけたつもりの電話は「昨日の曽我」に通じていたのだった。しかも「昨日」の4人は留守番メッセージを、「昨日の甲本」が秘密の交際相手に会うために4人と別行動を取ったように勘違いしていた。「昨日」の部員たちははやし立て、「罰ゲームで、裸踊りをやれ」と笑って告げた。「今日の甲本」は逃げようとするが、「昨日の甲本」が帰って来るのが見えたため、ロッカーに隠れる。戻ってきたばかりの「昨日の甲本」は、他の部員たちから突然「約束の罰ゲーム、裸踊りを見せてもらおう」と告げられ、困惑する。ロッカーの中の「今日の甲本」は、リモコン故障に至るすべてを見届け、理解し、疲れて眠りに落ちる。
タイムマシンで「今日」に帰ってきた5人は、甲本とはぐれたことをホセたちに告げるが、「昨日」からロッカーの中にいた「今日の甲本」が現れ、無事に再会を果たす。そこへ大学内で放し飼いされている犬のケチャが、泥に覆われた細長い何かをくわえて持ってきた。それは曽我が「99年前」に残してきた、ラップに巻かれたリモコンで、偶然ケチャが、かつて沼の底だったグラウンドの隅の地面を掘り返して見つけたのだった。電池を入れると、めでたくエアコンの電源がつき部室内は歓喜の声が響く。宇宙消滅に危機を救った田村も2030年8月20日に帰った。
その後、部室に再びタイムマシンに乗った田村が現れ、忘れ物のカメラを取りに戻ってきた。田村は甲本にカメラを見せ、「お母さんが昔使ってたカメラだから、なくしたら叱られる」と話し、再び消えた。よく見ると、田村のカメラは、甲本が好意を持つ柴田の持っている機種と同じものだった。失恋を予感し落ち込んだ甲本は、SF研部員たちに「名字って変えられるのかな」とつぶやいた。

#### 登場人物（映画）

##### SF研部員
甲本 拓馬
SF研の世話役。カメラクラブの柴田に、ひそかに想いを寄せている。
町の名画座の常連で、「昨日」、柴田をデートに誘うため、名画座の支配人からタダ券をもらう。このため部室に帰るのが遅れた。その後、ほかの部員から訳もわからず裸踊りを要求されて、かたくなに断り、リモコン故障の遠因となる。さらに柴田から、「彼女いるんでしょ」と身に覚えのないことを言われ、フラれる。
述べ1往復半のタイムトラベルを経験した。「今日」から「昨日」へ来たあと、単身で一度「今日」に戻り、ふたたび「昨日」に着いてから部室のロッカー内に取り残された。このため、リモコン故障までのすべての成り行きを理解したほか、ほかの誰よりも1日長く世界線を生きることとなった。
新見 優
エアコンのリモコンにコーラをかけ、リモコン故障の直接の原因になった部員。
タイムトラベル後、「昨日」の部室のホワイトボードに「未来人参上」という犯行声明を書き残したほか、「昨日」の銭湯で愛用のシャンプー（ヴィダルサスーン）を何者かに盗まれたことを根に持ち、タイムトラベルで「昨日」の銭湯へ向かい、「昨日」の新見のシャンプーを取った。タイムパラドックスを最後まで一切理解できなかった。
ただ一人、田村との初対面が「昨日」だった。「今日」と「昨日」を1往復しただけにとどまった。
小泉 俊介
SF研のムードメーカー。口癖は「ミッションコンプリート」。ほかの部員とともに草野球チーム「PILOTS」を結成し、ピッチャーを務める。
「昨日」、他の部員とともに、「今日」の甲本に秘密の彼女ができたと思い込み、罰ゲームをさせることを提案する。
石松とともに、「昨日」へ来たあとに一度「今日」に戻ったため、2往復のタイムトラベルを経験した。
石松 大悟
町のもの（ホーロー看板や薬局のマスコット看板）を無断で持ってきて、SF研の部室に飾るのが趣味。タイムマシン出現後、「『昨日』から壊れる前のリモコンを取ってくる」という提案をした張本人。
「昨日」、「今日の甲本」に交際相手がいると勘違いし、小泉の罰ゲーム提案を受け、裸踊りをやるよう迫った。
タイムパラドックスを理解せず、タイムトラベル後、薬局のマスコット看板を「2個並べよう」と思い立ち、「昨日」の石松に先立って盗んだ。それを見た「今日」の甲本は急いで元に戻した。
小泉とともに、「昨日」へ来たあとに一度「今日」に戻ったため、2往復のタイムトラベルを経験した。
曽我 淳
SF研唯一の後輩部員。大学構内に立つカッパの銅像に顔や体型が酷似している。
タイムトラベル前の「昨日」に、用務員から「バイトクビになったの?」と身に覚えのないことを言われ、慰めにパピコを受け取る。彼がずっと持っていて半分融けたパピコを、思わず握って噴出させたことが、部員のドミノ倒しを招き、リモコン故障の発端となる。
「今日」、タイムマシン発見の際に「PILOTS」のロゴTシャツを着ていたため、「おまえがパイロットだ」と、無理やりタイムマシンに乗せられた。乗り物酔いをする体質で、タイムトラベルのたびに嘔吐する。
「今日」と「昨日」を2回、「昨日」と「99年前」を1回の、3往復のタイムトラベルを経験した。リモコンとともに、本作品で最も長大な期間のタイムトラベルを行った。
田村 明
2030年のSF研部員。タイムマシンに乗って2005年へとやって来た。2030年にタイムマシンが実用化しているのか問われ「まだです。これは部室に突然現れたんです」と説明した。
母親からもらったという、ライカの一眼レフカメラを愛用しており、それはカメラクラブ部員・柴田のものと同機種である。
2030年8月20日と「今日」を2回、「今日」と「昨日」、「昨日」と2030年12月19日の、4往復のタイムトラベルを経験した。タイムトラベルを行なった人物で唯一、違う時間軸の自分と対面している。

##### カメラクラブ部員
柴田 春華
ライカの一眼レフカメラを愛用している。それは未来人・田村と同機種であるが、柴田本人はそれを知らないままでいた。
タイムトラベルに同行しなかった。「昨日」、誤解がもとで甲本のデートの誘いを断ったが、「今日」に思い直し、誘いに応じている。
伊藤 唯
行動派かつ芸術家肌。キヤノンの一眼レフカメラを愛用している。タイムトラベルに同行しなかったが、タイムパラドックスに関する理論の飲み込みが早く、SF研部員たちに先んじて矛盾点や疑問を提示した。すべてが解決後、「タイムトラベルで操作されたと感じられた出来事も、実はすでに何もかも決定しているのではないか」という仮説を立てた。
未来人・田村のカメラと柴田のカメラが同機種であることを甲本とともに知り、秘密を誓い合う。

##### 大学関係者
保積 光太郎
通称「ホセ」。SF研の顧問で万年助手。舞台版における木暮の役割を一部引き継いでいる。専門は相対性理論。タイムマシンの実現が不可能であることを提唱していたが、甲本と曽我を乗せて消えるタイムマシンを目撃し、考えを改める。カメラクラブの2人とともにSF研の帰りを待つ。
田村が乗ってきたタイムマシンをひそかに観察し、機材の構造を手帳に書き写す。「タイムマシンが発明される未来が確定しているのだから、僕がその枠に滑り込む」と誓う。
用務員
大学の用務員。舞台版における照屋の役割を一部引き継いでいる。「昨日」、タイムマシンでやってきた「今日」の曽我・小泉・石松および、田村に会う。途中で「99年前」に行ったため姿を消した曽我について石松にたずねたところ、石松がとっさに「バイトに行った」と嘘をついたため、あとで「昨日」の曽我を見たときに、遅刻でバイトをクビにされたと勘違いし、慰めるためにパピコを手渡した。
また、「昨日」、「今日」から来た田村にカッパ伝説について教え、翌日の「今日」、「昨日」へ旅立つ前の、現代のことが何もわからず混乱した田村と出会っている。
ケチャ
小型の雑種犬。SF研の部員たちにかわいがられている。グラウンド周辺の土を掘るのが趣味で、偶然、「99年前」に曽我が落としたリモコンを発見する。

##### 町の人々
名画座の支配人
B級SF映画ばかり上映する映画館の経営者で、みずからモギリ窓口に座っている。『スタートレック』のコスプレをしている。「どうせSFだろ?」が口癖。「昨日」、甲本に映画のタダ券2枚を手渡す。
「今日」、先に旅立った3人を除く生徒たちとともに、ホセによるタイムパラドックスの説明に付き合う。タイムマシンは実現可能と信じており、否定派のホセと意見が衝突する。
銭湯の番台
SF研部員たちが利用する銭湯「オアシス湯」の番台に座っている。
「昨日」と「今日」の2人の甲本・新見を同時に目撃した。

#### モノのタイムトラベル

##### タイムマシン
カッコ内は乗組員。
2030年8月20日（田村）→2005年8月20日（曽我）→2005年8月19日（曽我）→2005年8月20日（新見・小泉・石松）→2005年8月19日（無人）→2005年8月20日（甲本・曽我）→2005年8月19日（曽我）→1906年8月19日（曽我）→2005年8月19日（甲本）→2005年8月20日（甲本）→2005年8月19日（田村）→2030年12月19日（田村）→2005年8月19日（曽我・新見・小泉・石松・田村）→2005年8月20日（田村）→2030年8月20日（田村）→2005年8月20日（田村）→2030年8月20日

##### リモコン
2005年8月19日（以下、「昨日」）、故障事件が起きる直前のリモコンに、2005年8月20日（以下、「今日」）からタイムマシンでやってきた曽我がラップを巻く。曽我はそのリモコンを持ったまま1906年8月19日に飛ばされ、沼の中にリモコンを落とす。
99年と1日後の2005年8月20日の「今日」、ケチャがそのリモコンを掘り起こす。リモコンは問題なく使えた。
それから25年後の2030年、SF研の部室ではそのリモコンをずっと使っていた。2030年12月19日、大学自治会でエアコン買い替え許可の決裁が下り、リモコンが不要になる。2030年12月19日の部員たちは、事前に知っていたとおりに「2030年8月20日の田村」を待ち受け、リモコンを手渡した。
リモコンを受け取った「2030年8月20日の田村」は、「昨日」の故障事件が起きる直前の部室にそのリモコンを置き、甲本を除く「今日」の部員たちとともに「昨日」をあとにした。そのリモコンにコーラがかかって動かなくなり、リモコンは最終的に、ホセによって破壊された。

##### シャンプー
2005年8月19日＝「昨日」の銭湯から、2005年8月20日＝「今日」の新見の手元にワープし、それきりとなった。

### キャスト（映画）
- 甲本拓馬 - 瑛太
- 柴田春華 - 上野樹里
- 新見優 - 与座嘉秋
- 小泉俊介 - 川岡大次郎
- 石松大悟 - ムロツヨシ
- 曽我淳 - 永野宗典
- 田村明 - 本多力
- 伊藤唯 - 真木よう子
- 名画座の支配人（役名なし） - 三上市朗
- 銭湯の番台（役名なし） - 楠見薫
- 用務員（役名なし） - 川下大洋
- （役名なし） - 升毅
- （役名なし） - 伊藤紘介
- （役名なし） - 石田剛太
- （役名なし） - 酒井善史
- （役名なし） - 諏訪雅
- （役名なし） - 中川晴樹
- 保積光太郎 - 佐々木蔵之介

### スタッフ
- 総合プロデュース・監督 - 本広克行（ROBOT）
- 原作・脚本 - 上田誠
- VFXディレクター：山本雅之
- VFXプロデューサー：石井教雄
- 助監督 - 波多野貴文、大橋祥正、三橋利行
- ロケ協力 - 社団法人香川県観光協会、香川フィルムコミッション、善通寺市観光協会、丸亀市観光協会　ほか
- スタジオ - 日活撮影所
- プロデュース - 安藤親広
- 製作プロダクション - ROBOT
- 配給 - 東芝エンタテインメント
- 製作委員会メンバー - ROBOT、東芝エンタテインメント、博報堂DYメディアパートナーズ、IMAGICA

### 製作
本作品は、本広監督の出身地である香川県で事前ロケハンが行われ、2004年7月22日から8月29日にかけて撮影が行われた。
ロケ協力（主なロケ地）
- 香川県善通寺市、丸亀市、満濃町
- 善通寺
- 四国学院大学 - 構内にある通称「ホワイトハウス」がSF研・カメラクラブ部室（1階正面左端）のセットとして使われた。
- 香川大学工学部
- 満濃池

### 世界観を共有している作品
UDON
本広克行監督の映画作品。登場人物なども一部同名の人物が登場している。
踊る大捜査線
本広克行監督の映画作品。上記の『UDON』の登場人物の一人が登場している。
曲がれ!スプーン
本広克行監督の映画作品であり、ヨーロッパ企画の代表作の一つである舞台作品（『冬のユリゲラー』）が原作である。UFO通りが登場したり、ズッコケ三人組などが登場したり、序盤にタイムマシン（失敗作だが）が一瞬登場したり、一部世界観を共有している。

### エピソード
- 田村ら、作中における未来人の風俗は、数十年昔の服装をさせることで表現している。
- カメラクラブの部員・伊藤は世界観を共有する『UDON』にも登場する。
- SF研部員の新見・小泉・石松、顧問のホセは世界観を共有する『UDON』、映画版『曲がれ!スプーン』にも登場する。
- 映画館支配人を演じた三上市朗は、他作品にも同じ扮装・趣味の人物「三井一郎」として登場している。
- 升毅は一人何役ものエキストラとして作中のさまざまな場面に登場する。このうち軽トラックに乗った男としては映画版『曲がれ!スプーン』にも登場している。
- 曽我を演じた永野宗典、田村を演じた本多力はヨーロッパ企画のメンバーであり、舞台版と同じ役で出演した。
  - 永野は、別の役で『UDON』『曲がれ!スプーン』に出演している。このうち『UDON』では、上記の登場人物が永野演じる別人を曽我と見間違えるシーンがある。
  - 本多は、別の役で『UDON』『曲がれ!スプーン』に出演している。
- 映画のストーリーにちなみ、全国の上映劇場で「自宅からクーラーリモコン持参したら鑑賞料1000円」（1人につき1個持参）という割引キャンペーンが行われていた。
- 「昨日」へ旅立った新見・小泉・石松の3人が空のタイムマシンを「今日」に送り戻した際に貼り付けた書き置き「ずっこけ3人組より」にちなみ、3人を演じた与座嘉秋・川岡大次郎・ムロツヨシは「Z3（ゼッスリ）」として、本作品の宣伝活動を行ったほか、3人でトークライブを行っている。上述のとおり、ほかの本広監督作品にも同役で出演している。
- 劇中にセット背景として登場し、同じ本広監督作品の『UDON』にも登場するうどん店と同じ名前の「松井うどん」が香川県三野町内で開店（のちに三豊市高瀬町に移転）。オーナー店長は本広の実弟で「映画に出すんだから現実でも出しちゃえ」という兄の一言で開店が決まったという[要出典]。また、メニューや内装には本広の趣味が反映されているという。
- 映画版に頻繁に登場する「ハリキリスタジアム」は『究極ハリキリスタジアム』という名前で実際に発売されていたファミコンソフトである。作中では序盤に曽我がオセロの石を投げつけられた時の拍子に頭に当たったり、保積が甲本と伊藤に二回このソフトをぶつけられている。
- この作品のコンセプトは「バック・トゥ・ザ・『昨日』」ということで製作されたことから、劇中には頻繁に『バック・トゥ・ザ・フューチャー』のパロディが登場している。たとえば、学校の時計台はパート1のクライマックスでドクがワイヤーを張っていた裁判所の時計台をモデルにしている。また、劇中のB級映画館にはデロリアンのフィギュアやBTTFのポスターが貼られている。
- 映画版のB級映画館で上映していた映画『ところで、君はUFOを見たか?』は、ヨーロッパ企画の1998年に行われた第1回演劇公演の演目である。
- 監督の本広が撮影にあたっては『うる星やつら2 ビューティフル・ドリーマー』に大きく影響されたとし、献辞を送っている[10]。
- SF研の部室には映画『マタンゴ』のポスターが貼られている[11]。

### テレビ放送
2008年2月23日（22日深夜）に関東ローカルで地上波初放映された。このほかBSデジタル放送で放映された。

### 関連商品（映画）
サウンドトラック
- サマータイムマシン・ブルース オリジナル・サウンドトラック（2005年8月24日 、トイズファクトリー、TFCC-86186）

DVD
- サマータイムマシン・ブルース スタンダード・エディション（2006年2月24日、ポニーキャニオン、PCBE-51941）
- サマータイムマシン・ブルース【プレミアム・コレクターズ・エディション】（2006年2月24日、ポニーキャニオン、PCBE-51942）

Blu-ray
- サマータイムマシン・ブルース【Blu-ray】（2015年11月18日、ポニーキャニオン、PCXE-50569）